# Mossuril
Mossuril é uma vila da província de Nampula, no norte de Moçambique, sede do distrito com o mesmo nome.
Mossuril é a sede do Festival Fim do Caminho/End of the Road que tem lugar no distrito, em agosto de cada ano.